# Euclides Vieira
Euclides Vieira (Itapira, 2 de maio de 1885 – Campinas, 11 de setembro de 1967) foi um político brasileiro.
Filho de Joaquim Francisco de Assis Vieira e de Alexandrina da Silva Vieira.
Foi prefeito de Campinas, de 1938 a 1941.
Nas eleições estaduais em São Paulo em 1947 foi eleito senador pelo Partido Social Progressista (PSP),